# Igor Andrejew

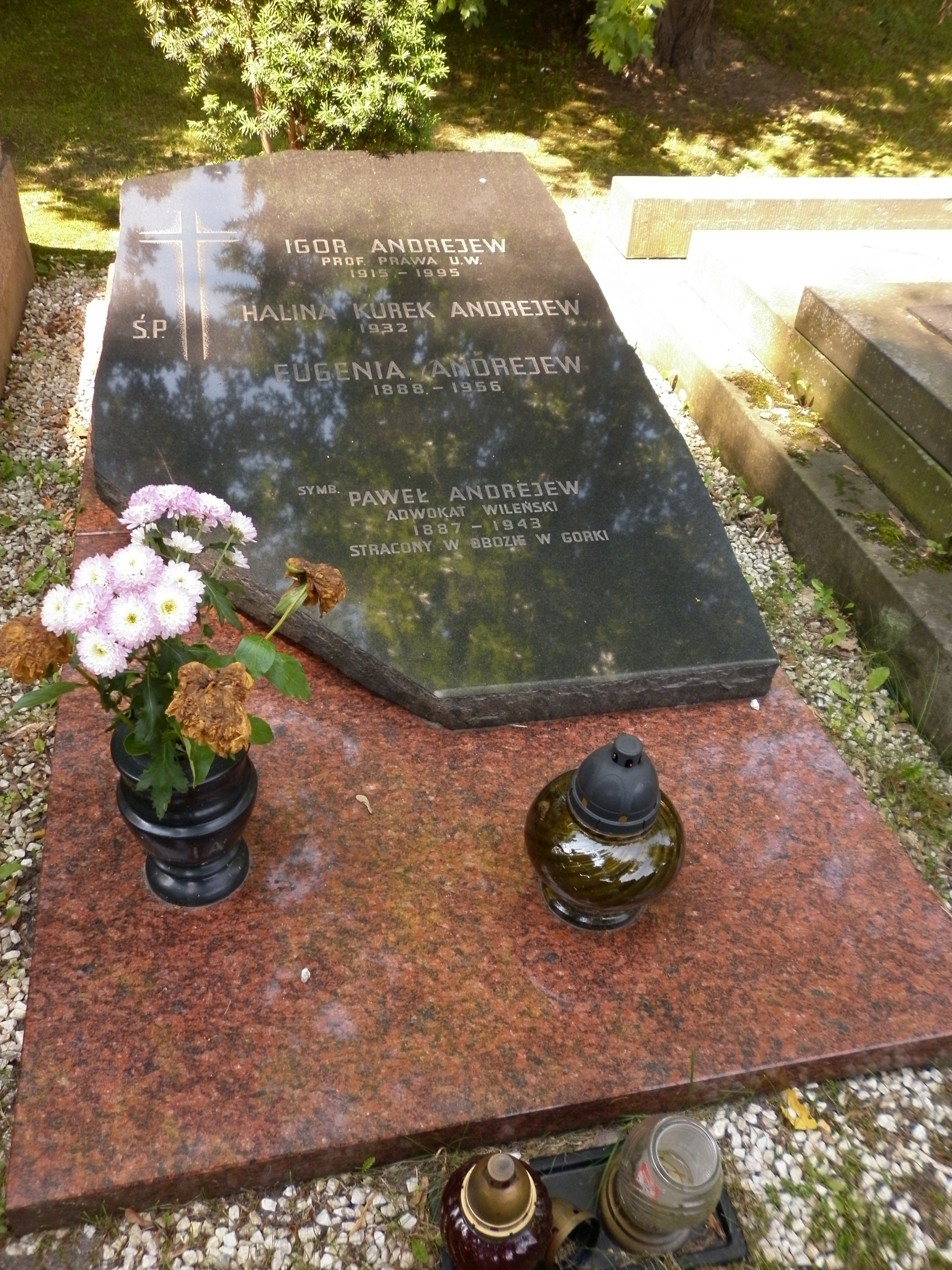
Nagrobek Igora Andrejewa

Igor Andrejew (ur. 23 lipca 1915 w Wilnie, zm. 5 lutego 1995 w Warszawie) – polski prawnik, profesor nauk prawnych, nauczyciel akademicki Wydziału Prawa i Administracji Uniwersytetu Warszawskiego.

## Życiorys

### Młodość
Pochodził z wileńskiej, spolszczonej rodziny rosyjskiej. Wnuk adwokata – Bazylego Andrejewa i syn znanego w latach międzywojennych adwokata wileńskiego Pawła Andrejewa. Ukończył gimnazjum im. Joachima Lelewela w Wilnie. Absolwent Wydziału Prawa i Nauk Społecznych Uniwersytetu im. Stefana Batorego w Wilnie. Był uczniem profesora Bronisława Wróblewskiego. Przed wojną pracował jako asystent na Wydziale Prawa USB w Wilnie i aplikant sądowy. W czasie wojny stracił ojca skazanego na śmierć w ZSRR (zm. 1942) i przybranego brata Aleksandra, który zginął z rąk bandytów w 1943. Jego drugą żoną była Zofia, łączniczka AK.

### Wykształcenie i działalność zawodowa
Po wojnie został w 1947 przymusowo wysiedlony z Wilna do Warszawy. W tym samym roku został powołany na stanowisko aplikanta w Sądzie Apelacyjnym w tym mieście, a następnie oddelegowano go do Ministerstwa Sprawiedliwości. W 1950 obronił doktorat na Uniwersytecie Warszawskim (tytuł rozprawy: Istota czynu w rozwoju nauki burżuazyjnej). Jego promotorem był prof. Stanisław Ehrlich. Od 1948 należał do Polskiej Partii Robotniczej, a następnie do Polskiej Zjednoczonej Partii Robotniczej. W latach 50. wchodził w skład Komitetu Uczelnianego PZPR na Uniwersytecie Warszawskim. W latach 1948–1953 był dyrektorem Centralnej Szkoły Prawniczej im. T. Duracza w Warszawie. W 1951 został sędzią Sądu Wojewódzkiego w Warszawie, a w 1952 sędzią Sądu Najwyższego.
Razem z Jerzym Sawickim i Leszkiem Lernellem Andrejew był współautorem najważniejszego w okresie stalinizacji Polski podręcznika Prawo karne Polski Ludowej (1954). W 1964 uzyskał tytuł profesora nauk prawnych. Wykładowca i pracownik naukowy Uniwersytetu Warszawskiego oraz Instytutu Nauk Prawnych PAN. Był organizatorem studiów zaocznych prawa na Uniwersytecie Warszawskim. Przez wiele lat pełnił funkcję prodziekana Wydziału Prawa UW. Od 1968 do 1975 był dyrektorem Instytutu Prawa Karnego na tym wydziale.
Był autorem kilkudziesięciu prac naukowych dotyczących pojęcia przestępstwa, jego ustawowych znamion oraz prac z dziedziny prawa porównawczego. Zajmował się m.in. pojęciem przestępstwa w różnych krajach m.in. w krajach Czarnej Afryki i krajach obozu socjalistycznego. Napisał książkę o ocenach prawnych karcenia dzieci i związanymi z tym problemami. Współautor projektu Kodeksu karnego z 1969. Wykładał w Berlinie, Brukseli, Caracas, Frankfurcie nad Menem, Freiburgu, Hanoi, Kolonii, Londynie, Mediolanie, Moskwie, Nowym Jorku, Paryżu, Pradze, Rotterdamie, Rzymie, Tbilisi, Tybindze. Był członkiem Międzynarodowego Stowarzyszenia Prawa Karnego (AIDP), Przewodniczącym sekcji polskiej Stowarzyszenia, do którego publikacji m.in. pisywał artykuły o etyce w wymiarze sprawiedliwości. Do 1989 pełnił funkcję honorowego wiceprezydenta tego Stowarzyszenia.
W 1980 poparł NSZZ „Solidarność”. W 1988 Uniwersytet Warszawski opublikował XVI tom Studia Iuridica, dla uczczenia pracy naukowej Igora Andrejewa. Wśród współautorów publikacji znaleźli się jego uczniowie Lech Falandysz i Lech Gardocki.
Przez ostatnie lata życia był sparaliżowany. Zmarł w Warszawie, pochowany na cmentarzu Wojskowym na Powązkach (kwatera A dod-1-67).

### Sprawa wyroku śmierci na gen. „Nila”
Był jednym z sędziów Sądu Najwyższego, którzy w 1952 zatwierdzili wyrok śmierci na gen. Auguście Fieldorfie „Nilu”. Rozprawa odbywała się w trybie tajnym, bez udziału oskarżonego, na podstawie dokumentów rozprawy niższej instancji. Andrejew, podobnie jak i pozostali dwaj sędziowie, nie podważył zebranych w śledztwie rzekomych dowodów winy generała, wymuszonych torturami w śledztwie na innych oficerach AK i uznał wyrok kary śmierci wydany przez Sąd Wojewódzki za właściwy.
Przez lata jego rola w tej zbrodni sądowej nie była szerzej znana i wyszła na jaw dopiero w marcu 1989, gdy „Tygodnik Powszechny” upublicznił nazwiska osób biorących udział w sądowym mordzie generała Fieldorfa, w tym nazwisko Igora Andrejewa. Na Uniwersytecie Warszawskim wywołało to szok. Andrejew został wykluczony ze składu Rady Naukowej Instytutu Prawa Karnego. Wykluczono go też z Międzynarodowego Stowarzyszenia Prawa Karnego.

## Wybrane publikacje
- Ustawowe znamiona przestępstwa (1959)
- Wprowadzenie do prawa karnego Afryki Czarnej (1965)
- Rozpoznanie znamion przestępstwa (1968)
- Polskie prawo karne w zarysie (1970, 9 wydań, ostatnie z 1989)
- Zarys prawa karnego państw socjalistycznych (1971)
- Kodeks karny z komentarzem (1973, współautorzy Witold Świda i Władysław Wolter)
- Kodeks karny. Krótki komentarz (1978, 5 wydań do 1988)
- Ustawowe znamiona czynu. Typizacja i kwalifikacja przestępstw (1978)
- Podstawowe pojęcia nauki o przestępstwie (1989)

## Ordery i odznaczenia
- Złoty Krzyż Zasługi (22 lipca 1950)[9]
- Medal 10-lecia Polski Ludowej (19 stycznia 1955)[10]